# برونتاساروس ۹۹۴۹
سیارک ۹۹۴۹ (به انگلیسی: 9949 Brontosaurus، نامگذاری:1990SK6) نه هزار و نهصد و چهل و نهمین سیارک کشف شده‌است که در ۲۲ سپتامبر ۱۹۹۰ کشف شد.
قدر مطلق سیارک برابر ۲۱٫۴ است.